# Resolución 433 del Consejo de Seguridad de las Naciones Unidas
La resolución 433 del Consejo de Seguridad de las Naciones Unidas, adoptada por unanimidad el 17 de agosto de 1978, después de examinar la solicitud de las Islas Salomón para la membresía en las Naciones Unidas, el Consejo recomendó a la Asamblea General que las Islas Salomón fuesen admitidas.